# جام جهانی فوتسال ۲۰۰۰

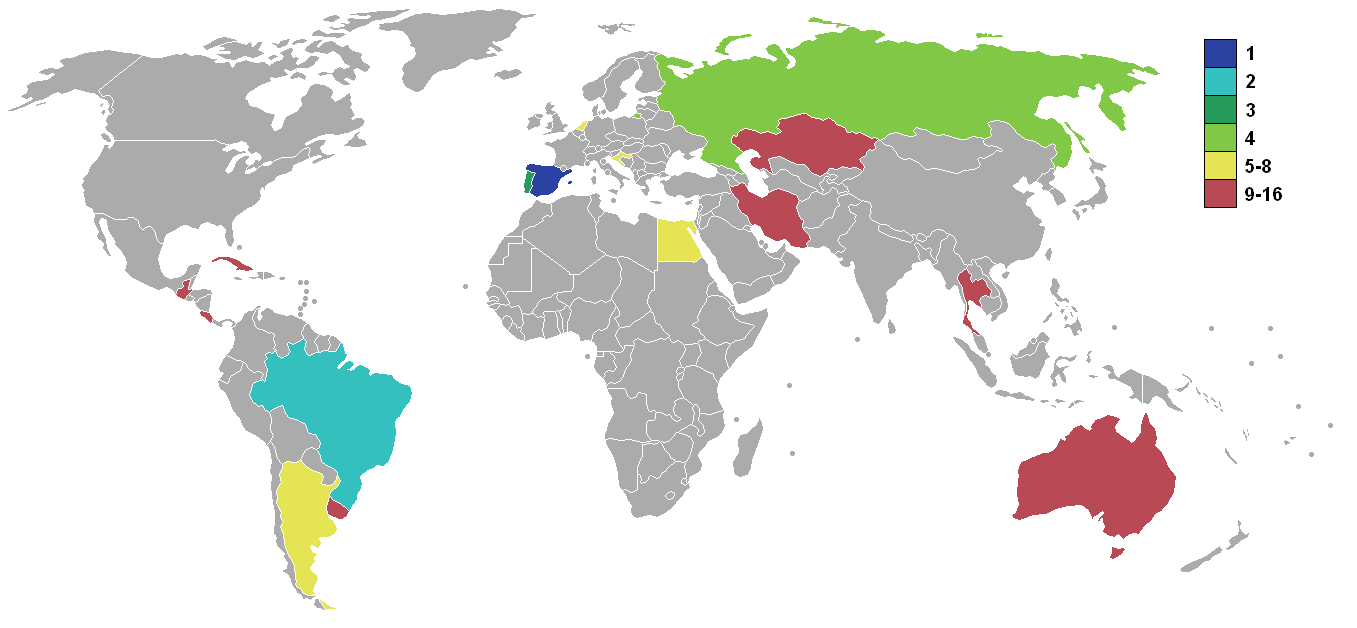
نقشه کشورهای شرکت کننده در قهرمانی فوتسال جهان ۲۰۰۰

قهرمانی فوتسال جهان فیفا ۲۰۰۰ چهارمین دوره مسابقات قهرمانی فوتسال جهان بود که از ۱۸ نوامبر تا ۳ دسامبر در گواتمالا زیر نظر فدراسیون بین‌المللی فوتبال برگزار شد. در این دوره تیم ملی فوتسال اسپانیا با پیروزی بر برزیل برای اولین بار به قهرمانی این مسابقات رسید و رکورد سه قهرمانی پیاپی برزیل شکسته شد.
۱۶ تیم در این مسابقات حضور داشتند و ۴۰ مسابقه برگزار شد که در آن‌ها ۳۰۲ گل به ثمر رسید.

## گروه‌ها
مرحله مقدماتی این مسابقات در ۴ گروهِ ۴ تیمی با حضور تیم میزبان (گواتمالا)، ۵ تیم برتر مسابقات مقدماتی جام جهانی فوتسال اروپا ۲۰۰۰؛ (پرتغال، اسپانیا، کرواسی، روسیه و هلند)، ۳ تیم اول قهرمانی فوتسال آمریکای جنوبی ۲۰۰۰ (اروگوئه، آرژانتین و برزیل)، ۳ تیم برتر جام ملت های آسیا؛ (ایران، تایلند و قزاقستان)، ۲ تیم از قهرمانی فوتسال کونکاکاف ۲۰۰۰؛ (کاستاریکا و کوبا)، قهرمان قهرمانی فوتسال آفریقا ۲۰۰۰؛ (مصر) و قهرمان قهرمانی فوتسال اقیانوسیه ۱۹۹۹؛ (استرالیا) برگزار شد.
| نحوه صعود                               | تاریخ                      | میزبان   | تعداد | کشور                                     |
| --------------------------------------- | -------------------------- | -------- | ----- | ---------------------------------------- |
| کشور میزبان                             |                            |          | ۱     | گواتمالا                                 |
| جام ملت‌های فوتسال آسیا ۲۰۰۰             | May ۵–۱۲, ۲۰۰۰             | تایلند   | ۳     | ایران · تایلند · قزاقستان                |
| جام ملت‌های فوتسال آفریقا ۲۰۰۰           | April ۱۶–۲۱, ۲۰۰۰          | مصر      | ۱     | مصر                                      |
| جام ملت‌های فوتسال کونکاکاف ۲۰۰۰         | July ۲۰–۲۹, ۲۰۰۰           | گواتمالا | ۲     | کاستاریکا · کوبا                         |
| جام ملت‌های فوتسال آمریکای جنوبی ۲۰۰۰    | April ۲۹ – May ۷, ۲۰۰۰     | برزیل    | ۳     | اروگوئه · آرژانتین · برزیل               |
| جام ملت‌های فوتسال اقیانوسیه ۱۹۹۹        | August ۲۱–۲۸, ۱۹۹۹         | وانوآتو  | ۱     | استرالیا                                 |
| مسابقات انتخابی جام جهانی در اروپا ۲۰۰۰ | January ۳۰ – March ۵, ۲۰۰۰ | گروهی    | ۵     | پرتغال · اسپانیا · روسیه · کرواسی · هلند |
| کل                                      |                            |          | ۱۶    | —                                        |

## ورزشگاه‌ها
| گوآتمالاسیتی                  | گوآتمالاسیتی                              |
| ----------------------------- | ----------------------------------------- |
| Domo Polideportivo de la CDAG | Gimnasio Nacional Teodoro Palacios Flores |
| گنجایش: ۱۰٬۰۰۰                | گنجایش: ۸٬۰۰۰                             |
|                               |                                           |
| گوآتمالاسیتی ·                |                                           |

## ترکیب بازیکنان
هر کشور تیمی متشکل از 14 بازیکن، از جمله دو یا سه دروازه بان را ارائه کرد.

## دور اول

### گروه A
(۱۸ نوامبر - ۲۳ نوامبر)
| تیم      | بازی | برد | مساوی | باخت | گل زده | گل خورده | گل تفاضل | امتیاز |
| -------- | ---- | --- | ----- | ---- | ------ | -------- | -------- | ------ |
| برزیل    | ۳    | ۳   | ۰     | ۰    | ۴۵     | ۳        | ۴۲+      | ۹      |
| پرتغال   | ۳    | ۲   | ۰     | ۱    | ۱۲     | ۸        | ۴+       | ۶      |
| گواتمالا | ۳    | ۱   | ۰     | ۲    | ۱۰     | ۴۰       | ۳۰−      | ۳      |
| قزاقستان | ۳    | ۰   | ۰     | ۳    | ۸      | ۲۴       | ۱۶−      | ۰      |

| گواتمالا | ۲ - ۶  | پرتغال   |
| برزیل    | ۱۲ - ۱ | قزاقستان |
| برزیل    | ۴ - ۰  | پرتغال   |
| گواتمالا | ۶ - ۵  | قزاقستان |
| پرتغال   | ۶ - ۲  | قزاقستان |
| گواتمالا | ۲ - ۲۹ | برزیل    |

### گروه B
(۲۰ نوامبر- ۲۳ نوامبر)
| تیم     | بازی | برد | مساوی | باخت | گل زده | گل خورده | گل تفاضل | امتیاز |
| ------- | ---- | --- | ----- | ---- | ------ | -------- | -------- | ------ |
| هلند    | ۳    | ۳   | ۰     | ۰    | ۱۴     | ۵        | ۹+       | ۹      |
| مصر     | ۳    | ۲   | ۰     | ۱    | ۱۴     | ۷        | ۷+       | ۶      |
| اروگوئه | ۳    | ۱   | ۰     | ۲    | ۷      | ۸        | ۱−       | ۳      |
| تایلند  | ۳    | ۰   | ۰     | ۳    | ۲      | ۱۷       | ۱۵−      | ۰      |

| اروگوئه | ۴ - ۱ | تایلند  |
| هلند    | ۵ - ۳ | مصر     |
| مصر     | ۷ - ۰ | تایلند  |
| هلند    | ۳ - ۱ | اروگوئه |
| هلند    | ۶ - ۱ | تایلند  |
| مصر     | ۴ - ۲ | اروگوئه |

### گروه C
(۱۹  نوامبر- ۲۳  نوامبر )
| تیم       | بازی | برد | مساوی | باخت | گل زده | گل خورده | گل تفاضل | امتیاز |
| --------- | ---- | --- | ----- | ---- | ------ | -------- | -------- | ------ |
| روسیه     | ۳    | ۳   | ۰     | ۰    | ۲۰     | ۴        | ۱۶+      | ۹      |
| کرواسی    | ۳    | ۲   | ۰     | ۱    | ۱۲     | ۵        | ۷+       | ۶      |
| کاستاریکا | ۳    | ۱   | ۰     | ۲    | ۸      | ۱۲       | ۴−       | ۳      |
| استرالیا  | ۳    | ۰   | ۰     | ۳    | ۳      | ۲۲       | ۱۹−      | ۰      |

| روسیه     | ۴ - ۲  | کرواسی    |
| کاستاریکا | ۶ - ۲  | استرالیا  |
| روسیه     | ۶ - ۱  | کاستاریکا |
| کرواسی    | ۶ - ۰  | استرالیا  |
| کرواسی    | ۴ - ۱  | کاستاریکا |
| روسیه     | ۱۰ - ۱ | استرالیا  |

### گروه D
(۱۹ نوامبر - ۲۳ نوامبر )
| تیم      | بازی | برد | مساوی | باخت | گل زده | گل خورده | گل تفاضل | امتیاز |
| -------- | ---- | --- | ----- | ---- | ------ | -------- | -------- | ------ |
| اسپانیا  | ۳    | ۳   | ۰     | ۰    | ۱۹     | ۲        | ۱۷+      | ۹      |
| آرژانتین | ۳    | ۲   | ۰     | ۱    | ۱۰     | ۵        | ۵+       | ۶      |
| ایران    | ۳    | ۱   | ۰     | ۲    | ۶      | ۹        | ۳−       | ۳      |
| کوبا     | ۳    | ۰   | ۰     | ۳    | ۱      | ۲۰       | ۱۹−      | ۰      |

| اسپانیا  | ۹ - ۰ | کوبا     |
| آرژانتین | ۲ - ۱ | ایران    |
| آرژانتین | ۸ - ۱ | کوبا     |
| اسپانیا  | ۷ - ۲ | ایران    |
| ایران    | ۳ - ۰ | کوبا     |
| اسپانیا  | ۳ - ۰ | آرژانتین |

## دور دوم

### گروه E
(۲۶ نوامبر- ۲۹ نوامبر)
| تیم      | بازی | برد | مساوی | باخت | گل زده | گل خورده | گل تفاضل | امتیاز |
| -------- | ---- | --- | ----- | ---- | ------ | -------- | -------- | ------ |
| برزیل    | ۳    | ۳   | ۰     | ۰    | ۲۲     | ۷        | ۱۵+      | ۹      |
| روسیه    | ۳    | ۱   | ۰     | ۲    | ۱۳     | ۱۳       | ۰        | ۳      |
| مصر      | ۳    | ۱   | ۰     | ۲    | ۱۳     | ۲۰       | ۷−       | ۳      |
| آرژانتین | ۳    | ۱   | ۰     | ۲    | ۶      | ۱۴       | ۸−       | ۳      |

| روسیه    | ۷ - ۱  | آرژانتین |
| برزیل    | ۱۲ - ۴ | مصر      |
| مصر      | ۶ - ۴  | روسیه    |
| برزیل    | ۴ - ۱  | آرژانتین |
| آرژانتین | ۴ - ۳  | مصر      |
| برزیل    | ۶ - ۲  | روسیه    |

### گروه F
(۲۵ نوامبر - ۲۸ نوامبر )
| تیم     | بازی | برد | مساوی | باخت | گل زده | گل خورده | گل تفاضل | امتیاز |
| ------- | ---- | --- | ----- | ---- | ------ | -------- | -------- | ------ |
| اسپانیا | ۳    | ۳   | ۰     | ۰    | ۱۵     | ۱        | ۱۴+      | ۹      |
| پرتغال  | ۳    | ۲   | ۰     | ۱    | ۷      | ۵        | ۲+       | ۶      |
| کرواسی  | ۳    | ۱   | ۰     | ۲    | ۶      | ۱۰       | ۴−       | ۳      |
| هلند    | ۳    | ۰   | ۰     | ۳    | ۳      | ۱۵       | ۱۲−      | ۰      |

| پرتغال  | ۳ - ۱ | هلند   |
| اسپانیا | ۵ - ۰ | کرواسی |
| کرواسی  | ۵ - ۲ | هلند   |
| اسپانیا | ۳ - ۱ | پرتغال |
| پرتغال  | ۳ - ۱ | کرواسی |
| اسپانیا | ۷ - ۰ | هلند   |

## دور حذفی
|  | نیمه نهایی                   | نیمه نهایی                   |   |                              | نهایی                        | نهایی |  |
|  |                              |                              |   |                              |                              |       |  |
|  | ۱ دسامبر ۲۰۰۰ - گوآتمالاسیتی |                              |   |                              |                              |       |  |
|  | اسپانیا                      | ۳                            |   |                              |                              |       |  |
|  | روسیه                        | ۲                            |   |                              |                              |       |  |
|  |                              |                              |   |                              |                              |       |  |
|  |                              |                              |   |                              | ۳ دسامبر ۲۰۰۰ - گوآتمالاسیتی |       |  |
|  |                              |                              |   |                              | اسپانیا                      | ۴     |  |
|  |                              | برزیل                        | ۳ |                              |                              |       |  |
|  |                              |                              |   |                              |                              |       |  |
|  |                              |                              |   |                              |                              |       |  |
|  |                              |                              |   |                              | رده بندی                     |       |  |
|  | ۱ دسامبر ۲۰۰۰ - گوآتمالاسیتی | ۱ دسامبر ۲۰۰۰ - گوآتمالاسیتی |   | ۳ دسامبر ۲۰۰۰ - گوآتمالاسیتی | ۳ دسامبر ۲۰۰۰ - گوآتمالاسیتی |       |  |
|  | برزیل                        | ۸                            |   | روسیه                        | ۲                            |       |  |
|  | پرتغال                       | ۰                            |   |                              | پرتغال                       | ۴     |  |

### نیمه نهایی
| اسپانیا                                     | ۳–۲   | روسیه                     |
| ------------------------------------------- | ----- | ------------------------- |
| - Paulo Roberto 15:02 - Daniel 23:03, 39:05 | گزارش | - Verizhnikov 2:01, 38:04 |

| برزیل | ۸–۰   | پرتغال |
| ----- | ----- | ------ |
|       | گزارش |        |

### رده بندی
| روسیه                              | ۲–۴   | پرتغال                                              |
| ---------------------------------- | ----- | --------------------------------------------------- |
| - Agaphonov 5:01 - Kupetskov 10:02 | گزارش | - Vitinha 15:03 - Majó 27:04, 28:05 - Formiga 38:07 |

### نهایی
| اسپانیا                                                                           | ۴–۳   | برزیل                                         |
| --------------------------------------------------------------------------------- | ----- | --------------------------------------------- |
| Daniel ۲' (پنالتی) · Javi Sánchez ۲۰' · Javi Rodríguez ۳۶' (پنالتی)، ۳۹' (پنالتی) | گزارش | ۱۸' Anderson · ۳۰' Manoel Tobías · ۳۵' Vander |

## قهرمان
| قهرمان جام جهانی فوتسال ۲۰۰۰ فیفا |
| --------------------------------- |
| · اسپانیا · نخستین عنوان          |

## رتبه بندی تیم ها در این دوره مسابقات
| رتبه | تیم       |
| ---- | --------- |
| 1    | اسپانیا   |
| 2    | برزیل     |
| 3    | پرتغال    |
| ۴    | روسیه     |
| ۵    | کرواسی    |
| ۶    | مصر       |
| ۷    | آرژانتین  |
| ۸    | هلند      |
| ۹    | اروگوئه   |
| ۱۰   | ایران     |
| ۱۱   | کاستاریکا |
| ۱۲   | گواتمالا  |
| ۱۳   | تایلند    |
| ۱۴   | قزاقستان  |
| ۱۵   | استرالیا  |
| ۱۶   | کوبا      |